# Heracleum bailletianum
Heracleum bailletianum är en flockblommig växtart som beskrevs av Timb.-lagr. och E.Marçais. Heracleum bailletianum ingår i släktet lokor, och familjen flockblommiga växter. Inga underarter finns listade i Catalogue of Life.